# はながさ市
はながさ市は、山形県尾花沢市と北村山郡大石田町の合併によって誕生する計画があった新しい市の名称である。

## 経緯
2004年2月10日、尾花沢市・大石田町法定合併協議会が立ち上げられて対等合併で合意、2005年（平成17年）10月1日に2市町が合併して誕生する予定であった。はながさ市は、山形県を代表する民謡である花笠踊り発祥の地であることに由来し、「最上川市」を抑えて採用された。
はながさ市が実現していれば、総面積451.91km2、人口30,306人であり、新市役所は尾花沢市役所、新市議会は大石田町役場に設置される予定であった。
しかし、尾花沢市と大石田町は、歴史的に観て相互依存関係は強いが仲が悪い。羽州街道の宿場町であり、国道13号が通る尾花沢に対し、大石田は最上川舟運で栄えた町で、今は奥羽本線が通り、山形新幹線が停車する大石田駅がある。モータリゼーション以前は尾花沢以上に繁栄していた自負があり、住民は誇り高い。
市名に決められたはながさ市は、尾花沢市民が望んだ名前であり、大石田町民が望んだ最上川市との二者択一を多数決で押し切って決められたものであり、大石田町民はそれに不満があった。さらに、市役所など、対等合併にもかかわらず尾花沢市に多くの利があるように映ったことで、人口の多い尾花沢に吸収されて大石田は衰退するのではないか、尾花沢のためだけの合併ではないかという不満が高まった。
そこで、大石田町では住民運動が高まり、2004年10月17日に「大石田町合併を考える会」が発足、合併の是非を問う住民投票の請求が行われ、2005年2月13日に住民投票が行われて合併反対が多数を占めた。それを受けて、尾花沢市・大石田町合併協議会は2005年3月31日をもって解散された。1対1の対等合併の難しさを露呈したケースとなった。